# Bistrița (fiume affluente del Someș)
Bistrița (anche in romeno Râul Bistrița ardeleană) è un fiume affluente del Șieu.

## Nome
Di fatto "Bistrița" è la traduzione dallo slavo di "Repedea", gli storici considerano che il corso d'acqua portava il nome di „Repedea”; al presente, il termine viene usato per indicare un piccolo affluente.
Il corso d'acqua superiore confluisce con il Bârgău in località Prundu Bârgăului e prende il nome Râul Bistricioara.
Râul Bistrița Ardeleană nasce sui Monti Călimani, e segue un percorso di 30 km prima di confluire nel Șieu, in zona Sărățel.